# Gwiezdne wojny: Wizje
Gwiezdne wojny: Wizje (oryg. Star Wars: Visions) –  antologiczny serial animowany platformy Disney+, osadzony w świecie Gwiezdnych wojen, lecz niebędący częścią kanonu. 
Premiera odbyła się 22 września 2021. Druga seria pojawiła się 4 maja 2023, a trzecia ma mieć premierę 29 października 2025.

## Produkcja

### Rozwój projektu
10 grudnia 2020 roku ogłoszono, że powstanie serial anime osadzony w uniwersum Gwiezdnych wojen, pod tytułem Star Wars: Visions. Został przedstawiony przez producenta Kanako Shirasaki i producentów wykonawczych na Anime Expo Lite w lipcu 2021. Wtedy też ujawniono, że pierwszy sezon będzie się składał z dziewięciu odcinków. Początkowo miało ich być dziesięć, ponieważ ostatni, The Ninth Jedi, miał być podzielony na dwie części. Podczas tego samego wydarzenia ogłoszono też, że serial nie będzie kanoniczny (nie ma ciągłości fabularnej z innymi produkcjami z tego uniwersum). Lucasfilm podjęło taką decyzję, aby dać twórcom większą swobodę działania.

### Muzyka
W lipcu 2021 roku ujawniono, że muzykę do szóstego odcinka skomponuje Kevin Penkin.

## Tło i wydanie
22 maja 2021 ogłoszono, że 12 października 2021 w Stanach Zjednoczonych ma ukazać się również powieść Star Wars Visions: Ronin, napisana przez Emmę Mieko Candon. Opiera się na jednym z odcinków i będzie ona wstępem do serialu. Powieść nie jest adaptacją serii.
Pierwszy zwiastun ukazał się podczas Anime Expo Lite w lipcu 2021.
Wszystkie 9 odcinków pierwszej serii zostało wydanych 22 września 2021 na platformie Disney+.

## Lista odcinków

### Pierwsza seria
| Nr | Tytuł             | Animacja        | Reżyseria        | Premiera (Disney+) |
| -- | ----------------- | --------------- | ---------------- | ------------------ |
| 1  | The Duel          | Kamikaze Douga  | Takanobu Mizuno  | 22 września 2021   |
| 2  | Lop and Ochō      | Geno Studio     | Yuki Igarashi    | 22 września 2021   |
| 3  | Tatooine Rhapsody | Studio Colorido | Taku Kimura      | 22 września 2021   |
| 4  | The Twins         | Trigger         | Hiroyuki Imaishi | 22 września 2021   |
| 5  | The Elder         | Trigger         | Masahiko Otsuka  | 22 września 2021   |
| 6  | The Village Bride | Kinema Citrus   | Hitoshi Haga     | 22 września 2021   |
| 7  | Akakiri           | Science Saru    | Eunyoung Choi    | 22 września 2021   |
| 8  | T0-B1             | Science Saru    | Abel Góngora     | 22 września 2021   |
| 9  | The Ninth Jedi    | Production IG   | Kenji Kamiyama   | 22 września 2021   |